# Ключ 34
Ключ 34 (трад. и упр. 夂) — ключ Канси со значением «идти»; один из 34, состоящих из трёх штрихов.
В словаре Канси всего 11 символов (из 49 030), которые можно найти c этим радикалом.

## История

Вид в малой печати Чжуаньшу

Древняя идеограмма «начинать, приступать» связана с изображением человека, причем дополнительная черта указывала на действие ног, что обозначало «следовать по пятам».
Самостоятельно иероглиф не употребляется.
В качестве ключевого знака иероглиф мало используется.
В словарях располагается под номером 34.

## Значение
1. Идти
2. Следовать по пятам.
3. Задом на перед.
4. Начинать.
5. Приступать.

## Варианты прочтения
- кит. 夂, пиньинь zhǐ, джи.
- яп. ち, chi, ци.
- кор. 뒤져올 dwijeool, двыдзёоль?, 치 chi, чи?.

## Примеры иероглифов
| Доп. штрихи | Иероглифы |
| ----------- | --------- |
| 0           | 夂        |
| 1           | 夃        |
| 2           | 处        |
| 3           | 夅        |
| 4           | 夆        |
| 5           | 备        |
| 6           | 㚅 夈     |

- Примечание: Ваш браузер может отображать иероглифы неправильно.